# Городецкий, Владимир Филиппович
Влади́мир Фили́ппович Городе́цкий (род. 11 июля 1948, д. Алексино, Починковский район, Смоленская область, РСФСР, СССР) — российский государственный деятель, сенатор Российской Федерации от исполнительной власти Новосибирской области (с 1 октября 2018), первый заместитель председателя Комитета по федеративному устройству, региональной политики, местному самоуправлению и делам Севера.
Мэр Новосибирска с 26 марта 2000 по 9 января 2014. Губернатор Новосибирской области с 24 сентября 2014 по 6 октября 2017 (временно исполняющий обязанности губернатора Новосибирской области с 18 марта по 24 сентября 2014).
Из-за поддержки нарушения территориальной целостности Украины во время российско-украинской войны находится под персональными международными санкциями Евросоюза, США, Великобритании и ряда других стран.

## Биография

### Детство, юность

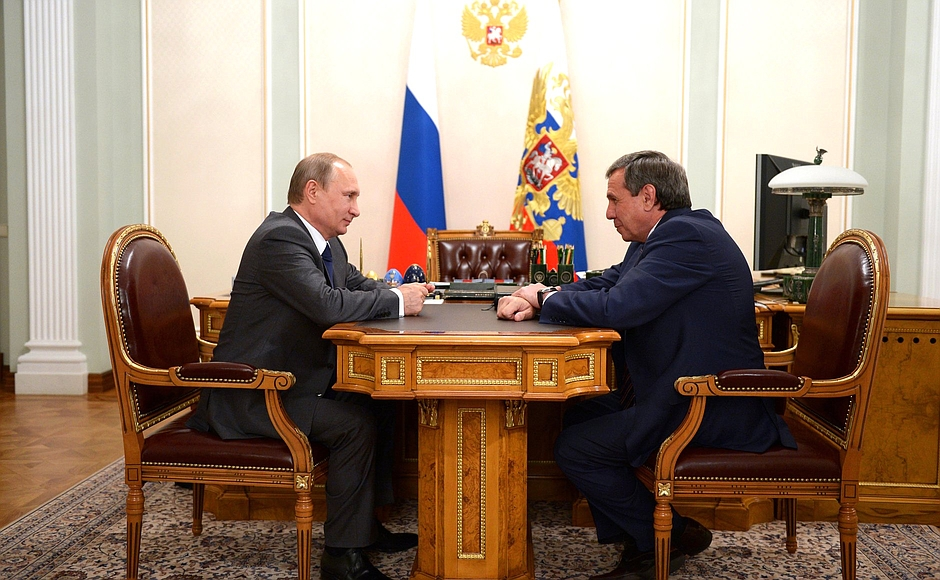
Владимир Городецкий и Владимир Путин

Родился 11 июля 1948 года в дер. Алексино (Починковский район Смоленской области). Когда ему было всего четыре месяца, семья переехала в посёлок Олсуфьево (Жуковский район Брянской области).
Школу окончил с серебряной медалью. Хотел стать лётчиком, поехал поступать в Ачинское военное лётное училище, но не прошёл медкомиссию. Вернулся в Брянск, поступил в Брянский институт транспортного машиностроения (ныне — Брянский государственный технический университет). Первые два года учился на вечернем отделении, параллельно работая грузчиком, а затем — бригадиром на заводе ирригационных машин. После перевёлся на дневное отделение. Окончил институт с красным дипломом. Ещё будучи студентом четвёртого курса, возглавил сводный студенческий стройотряд, за что получил свою первую государственную награду — медаль «За трудовое отличие».

### Переезд в Новосибирск
В 1972 году, по распределению, Владимир Городецкий прибыл на работу в Новосибирск, на комбинат стройиндустрии (входил в структуру Министерства обороны СССР), располагавшийся в Первомайском районе города. Молодой семье сначала выделили комнату в коммунальной квартире, а уже в декабре — однокомнатную квартиру. В Новосибирске у Городецкого не было ни друзей, ни родни. По его словам, вернуться на родину желания никогда не возникало — в Сибири он получил интересную работу и видел перспективы.
На комбинате Городецкий быстро стал старшим мастером, затем начальником цеха. А вскоре — секретарём парткома предприятия (эту должность он занимал в течение восьми лет). В 1983 году впервые попал в органы власти — был избран вторым секретарём Первомайского РК КПСС. С 1985 по 1989 год возглавлял Первомайский райисполком (в советской системе управления — был главой района). Гордится, что смог в те годы добиться прокладки въездной дороги в Первомайский район, существенно облегчившей связь этой территории с городом. С 1989 по 1992 год Городецкий работал первым заместителем председателя[чего?] (в команде будущего губернатора Новосибирской области Ивана Индинка). В 1992 году Городецкий вернулся на производство — стал коммерческим директором Новосибирского хлопчатобумажного комбината. В 1996 году становится первым заместителем мэра Новосибирска Виктора Толоконского, директором департамента экономики, инвестиций и промышленной политики.

## Мэр города Новосибирска

### Первый срок
В марте 2000 года Владимир Городецкий был впервые избран мэром Новосибирска, уже в первом туре выборов набрав 52 % голосов избирателей (его соперник — предприниматель Георгий Глебов — получил всего 14 %).
Виктор Толоконский, в свою очередь, победил на выборах губернатора Новосибирской области (уйдя в отпуск на период кампании он оставил Городецкого в статусе исполняющего обязанности мэра). Новосибирский политолог, доктор исторических наук Алексей Осипов отмечал: 
Новосибирцы, вероятно, помнят, что до прихода на пост губернатора Виктора Толоконского был период конфронтации муниципальных и региональных властей. Он был характерен не только для Новосибирска, но и для многих российских регионов. Перманентный конфликт, то затихающий, то вновь нарастающий, сопровождал отношения губернатора и мэра на протяжении 90–х годов. Причины этого конфликта, видимо, кроются в том, что к власти пришли разные команды с разными интересами и разной ментальностью. С приходом на пост губернатора Толоконского отношения между городом и областью заметно выровнялись. Это не случайно, поскольку и Толоконский, и Городецкий — выходцы из одной команды…Алексей Осипов
.
Во время первого срока Владимира Городецкого стартовали существенные преобразования в сфере ЖКХ, ремонтировалось дворы, подъезды и дороги, строились новые школы, детские сады, магистрали. При этом ключевые предприятия городской инфраструктуры оставались муниципальными — метрополитен, водоканал. Только тепловые сети были переданы в созданную на паритетных началах с «Новосибирскэнерго» компанию ОАО «Новосибирскгортеплоэнерго», что стало первым опытом совместного управления тепловым хозяйством целого города в России.
В 2003 году Новосибирск получил премию «Российский национальный олимп» как самый благоустроенный город России
.
По инициативе Городецкого также с начала 2000-х развивалось движение ТОСов — органов территориального общественного самоуправления.
В июне 2001 года Новосибирск первым из российских городов был принят во Всемирную ассоциацию технополисов.
На первый срок Городецкого выпало и реформирование крупнейшей за Уралом Гусинобродской барахолки, обернувшееся убийством двух вице-мэров. Тем не менее, реформа состоялась, но окончательно рынок, ставший своеобразным символом Новосибирска, был закрыт только в конце 2015 года.

### Второй срок
Переизбрание на второй срок было тяжёлым — тогда в первый и последний раз выборы мэра в Новосибирске прошли в два тура. За Городецкого в первом туре проголосовали 42,2 % избирателей. Второе место занял телемагнат Яков Лондон с результатом 24 % голосов. Во втором туре Городецкий получил 59 %, Лондон — 29 %. 28 марта 2004 года Владимир Городецкий снова стал мэром Новосибирска.
Уже в апреле 2004 года были разделены посты мэра и председателя городского совета депутатов; главой представительного органа муниципальной власти была избрана Болтенко Надежда Николаевна (ныне — Уполномоченный по правам ребёнка в Новосибирской области).
28 марта 2005 года городской совет утвердил «Стратегический план устойчивого развития г. Новосибирска до 2020 года». Разработка этого документа началась ещё в 1999 году, в ней приняло участие свыше 800 специалистов. Городецкий заявлял, что считает стратегию «договором общественного согласия», а в качестве основных целей документа называл следующие: сделать Новосибирск городом «для человека», «форпостом современной фундаментальной и прикладной науки, мощнейшим транспортным товаропроизводящим узлом, торговым и административным центром всего Зауралья».
Документ часто критиковали за размытость, отсутствие конкретики, излишнюю оптимистичность и т. д.
С 2005 года Новосибирская область (наряду со Ставропольем) стала пилотной площадкой для отработки ФЗ-131 «Об общих основах организации местного самоуправления в РФ». Этот опыт Городецкий считал крайне важным в своей работе.
Продолжалось строительство городского метро. 25 июня 2005 года была введена в эксплуатацию 12-я станция МУП «Новосибирский метрополитен» — «Берёзовая роща». Следующая станция, «Золотая нива», была запущена 7 октября 2010 года. Правда, 26 октября её закрыли по требованию Ростехнадзора. В феврале 2011 года открылась окончательно.
В 2007 году Новосибирск получил «дорожный миллиард» — целевые средства федерального бюджета на строительство и реконструкцию дорог, благодаря которым удалось существенно улучшить ситуацию на главных магистралях города. Эффективный опыт Новосибирска в этой сфере оценивался федеральными властями крайне высоко.
26 декабря 2006 года Городецкий вступил в партию «Единая Россия».
В конце 2007 года был утверждён Генеральный план развития Новосибирска до 2030 года — второй подобный документ в истории города. С 2008 года Городецкий лично курировал работу строительного департаменты мэрии. Основным приоритетом стала ставка на комплексное развитие территорий и отказ от точечной застройки. В целом за время работы Городецкого на посту мэра объёмы строительства жилья в Новосибирске постоянно росли, достигнув 1,2 млн м² в 2013 году. При этом в городе активно велось и коммерческое строительство: при Городецком в Новосибирск пришли такие крупные ретейлеры как IKEA и «Леруа Мерлен», появились гипермаркеты «Лента», «Ашан» и др. В целом статус Новосибирска как крупнейшего торгового и логистического центра Западной Сибири был окончательно закреплён именно в 2000-е.

### Третий срок
1 марта 2009 года Городецкий был вновь избран мэром Новосибирска (на третий срок), получив поддержку 73 % избирателей (выборы проходили в один тур).
Главным событием этого срока стало окончание строительства третьего моста через Обь в черте Новосибирска, получившего название Бугринский. Открыл знаковый для города объект президент России Путин Владимир Владимирович.

Распоряжением губернатора Новосибирской области Василия Юрченко от 9 января 2014 года Владимир Городецкий был досрочно освобождён от должности мэра Новосибирска и назначен заместителем губернатора, курирующим развитие Новосибирской агломерации. Подводя итоги своей работы на посту мэра, Городецкий назвал их противоречивыми. На прощальной встрече с журналистами Городецкий сказал: 
Я не хозяйственник и не политик, я управленец. Это значит, что я и в канализации разбираюсь, и с людьми умею общаться и выстраивать отношения <...> Самое главное, все эти годы город не останавливался в развитии. Динамика роста, конечно, менялась, но всегда была положительнойВладимир Городецкий
В числе главных достижений за 14 лет во главе Новосибирска Городецкий выделял разработку и утверждение Стратегического плана устойчивого развития Новосибирска на период до 2020 года, внедрение в управленческую практику норм федерального закона о местном самоуправлении, а также создание системы территориальных органов самоуправления (ТОСов) на районном уровне. Среди других успехов Городецкого назывались: стабильно работающая коммунальная сфера (отсутствие техногенных аварий и катастроф), благоустройство дворовых территорий, появление новых магистралей и двухуровневых дорожных развязок, активное развитие городского зоопарка, возведение знаковых спортивных объектов (например, футбольного стадиона «Заря») и планетария.

## Губернатор Новосибирской области
18 марта 2014 года Владимир Городецкий был назначен исполняющим обязанности губернатора Новосибирской области после отставки губернатора Василия Юрченко. 14 сентября 2014 года одержал победу на выборах губернатора Новосибирской области. За Городецкого проголосовали 64,97 % избирателей. За его ближайшего конкурента — депутата Госдумы РФ Дмитрия Савельева (его выдвигала ЛДПР) — 18,82 % избирателей. 24 сентября вступил в должность.
С 25 октября 2014 по 7 апреля 2015 — член президиума Государственного совета Российской Федерации.
Главный проект, инициированный Городецким на посту губернатора, — программа реиндустриализации экономики Новосибирской области, рассчитанная до 2025 года. Обсуждения и рабочие совещания по разработке этого документа начались ещё в конце 2014 года. Городецкий подчеркивал, что опыт работы над Стратегией устойчивого развития Новосибирска оказался востребованным и при разработке программы реиндустриализации. Сама программа была утверждена правительством региона 29 февраля 2016 года. «В ходе разработки программы реиндустриализации был задействован потенциал государства, представителей науки, экспертного и бизнес-сообщества. Мы сумели как никогда объединиться в понимании важности стоящих перед регионом задач. Документ оптимален для нашей оценки сегодняшней ситуации, причем это программа с „открытым кодом“: в неё смогут войти все новые предпосылки по тем или иным точкам роста экономики», — заявил Владимир Городецкий, выступая на заседании правительства Новосибирской области. В июне 2016 года, во время визита в Новосибирск, премьер-министр РФ Дмитрий Медведев поддержал программу реиндустриализации и распорядился создать при правительстве РФ рабочую группу по её реализации.
6 октября 2017 года Президент России Владимир Путин своим указом освободил губернатора от занимаемой должности по собственному желанию. В ноябре 2017 награждён орденом Дружбы.
28 ноября 2017 назначен помощником полномочного представителя президента в Сибирском федеральном округе.
Стал кандидатом в губернаторы Новосибирской области на выборах в сентябре 2023 г. от партии «Родина».

## Деятельность на посту президента АСДГ
С 2003 по 2014 годы Владимир Городецкий занимал пост президента Ассоциации Сибирских и дальневосточных городов (АСДГ) несколько сроков подряд — этот рекорд пока не побит никем.
Приоритетом в деятельности АСДГ в те годы было активное формирование коллективной позиции муниципалитетов по реализации ФЗ-131 «Об общих принципах организации местного самоуправления в Российской Федерации». В рамках 20-летия АСДГ 10-11 ноября 2006 года в Новосибирске прошёл Всероссийский межмуниципальный Форум, в работе которого приняло участие более 250 человек — руководителей муниципальных образований РФ, депутатов Государственной Думы и членов Совета Федерации РФ, представителей Правительства РФ и т. д.. В честь 20-летия АСДГ участниками Форума в Новосибирске была заложена берёзовая «Аллея городов», а в деятельности Ассоциации возникло новое направление — активное выстраивание системы международных контактов с зарубежными и международными организациями межмуниципального сотрудничества. В 2006 году АСДГ также выступила инициатором мониторинга реализации приоритетных национальных проектов на муниципальном уровне.
Параллельно с работой в АСДГ Владимир Городецкий являлся вице-президентом международной ассамблеи городов (МАГ), вице-президентом Союза Российских городов (СРГ), членом Правления СРГ и членом Президиума Конгресса муниципальных образований РФ.

## Член Совета Федерации
1 октября 2018 года наделён полномочиями члена Совета Федерации — представителя от исполнительного органа государственной власти Новосибирской области.

## Обвинения в коррупции
В июне 2020 года бывший депутат заксобрания Новосибирской области Дмитрий Гордеев обратился в правоохранительные органы с просьбой привлечь Городецкого к уголовной ответственности по ч. 6 ст. 290 УК РФ (получение взятки в особо крупном размере).

## Санкции
9 марта 2022 года, на фоне вторжения России на Украину, внесён в санкционный список всех стран Европейского союза так как он голосовал за ратификацию договоров о дружбе с самопровозглашёнными ЛНР и ДНР.
7 сентября 2022 года внесён в санкционный список Украины за «поддержку незаконным попыткам России аннексировать суверенную украинскую территорию путем проведения фиктивных референдумов».
30 сентября 2022 года внесён санкционный список Соединённых Штатов Америки «за аннексию Путиным регионов Украины» и одобрения закона о фейках. Государственный департамент отмечает что сенаторы  «проголосовали за одобрение просьбы Путина о вводе войск в Украину, что послужило неоправданным предлогом для полномасштабного вторжения России в Украину».
24 марта 2022 года внесён в санкционный список Канады «соратников режима» за «содействие в нарушения суверенитета и территориальной целостности Украины»
По аналогичным основаниям находится под санкциями Великобритании, Швейцарии, Австралии и Новой Зеландии.

## Семья
- Отец — Филипп Иосифович Городецкий (1910—1978)
- Мать — Евдокия Кондратьевна Городецкая (1914—1999)
- Жена — Раиса Иосифовна Городецкая (род.1948)
  - Сын — Дмитрий Владимирович Городецкий (род. 1972), окончил экономический факультет НИИЖТа (СГУПС), предприниматель.
    - Внучки — Елизавета Дмитриевна Городецкая (род. 2003), на данный момент учится в Лицее г. Новосибирска.[54].
    -  — Полина Дмитриевна Городецкая (род. 2000), окончила экономический факультет НГУ.
    -  — Мария Дмитриевна Городецкая (род. 2005)

  - Дочь — Елена Владимировна Городецкая (род. 1980), окончила Сибирский независимый университет.
- Племянник — Городецкий Данил Сергеевич.

## Награды
- Орден Александра Невского (17 августа 2023 года) — за большой вклад в развитие парламентаризма, активную законотворческую деятельность и многолетнюю добросовестную работу[55]
- Орден Почёта (26 апреля 2007 года) — за достигнутые трудовые успехи и многолетнюю добросовестную работу[56]
- Медаль ордена «За заслуги перед Отечеством» II степени (28 июля 1998 года) — за заслуги перед государством, многолетний добросовестный труд и большой вклад в укрепление дружбы и сотрудничества между народами[57]
- Почетная грамота Президента Российской Федерации (29 июля 2008 года) — за большой вклад в социально-экономическое развитие города и многолетнюю добросовестную работу[58]